# Guerre totale

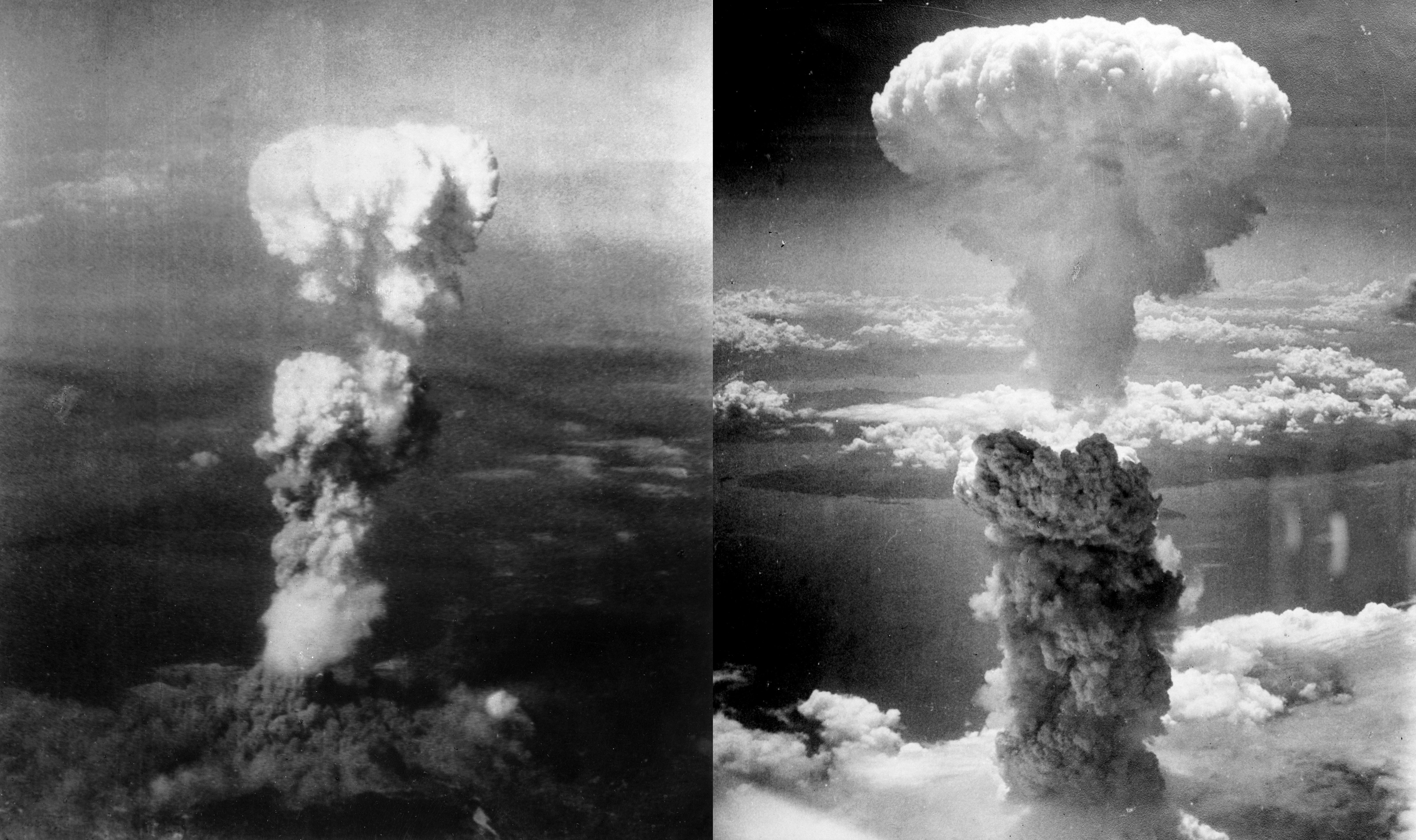
Champignons atomiques produits par les bombardements des villes d'Hiroshima et de Nagasaki durant la Seconde Guerre mondiale. Les bombardements sont des actes de guerre totale.

La notion de guerre totale qualifie un conflit armé qui mobilise toutes les ressources disponibles de l'État, sa population autant que l'économie et la politique. Elle ne concerne plus uniquement des objectifs militaires mais, est souvent source d'union sacrée entre tous les partis politiques, elle cherche à atteindre des buts de guerre (Zweck) en impliquant l'ensemble de la société ciblée et de ses moyens. Pour mobiliser et détruire la totalité des ressources du belligérant adverse, elle provoque des destructions combinées civiles autant que militaires, impose une gestion étatisée et centralisée, et par le contrôle de l'arrière et des opinions publiques au moyen en particulier de la propagande, s'assure du soutien de tous les secteurs de la population (enfants, femmes, personnes agées etc.).

## Un concept stratégique aux implications politiques et économiques

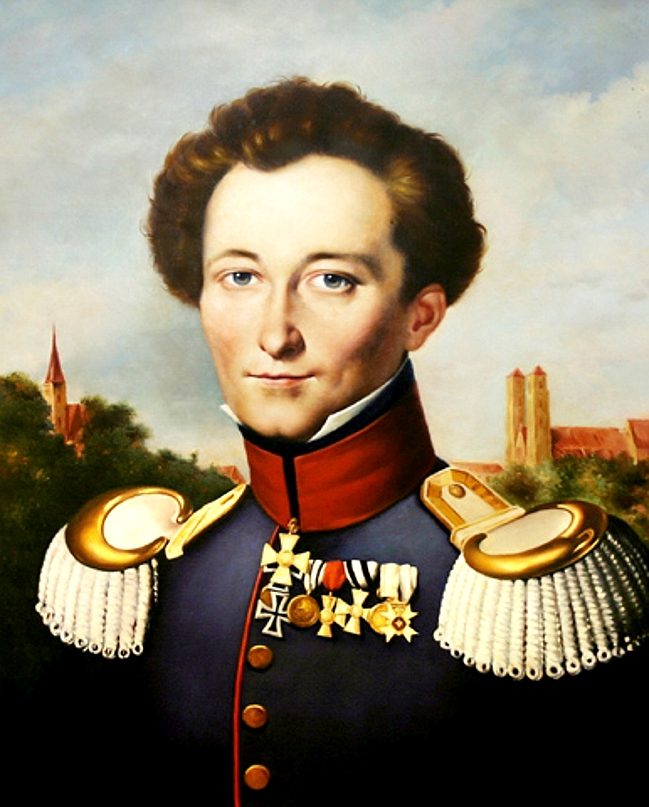
Von Clausewitz (1780-1831).

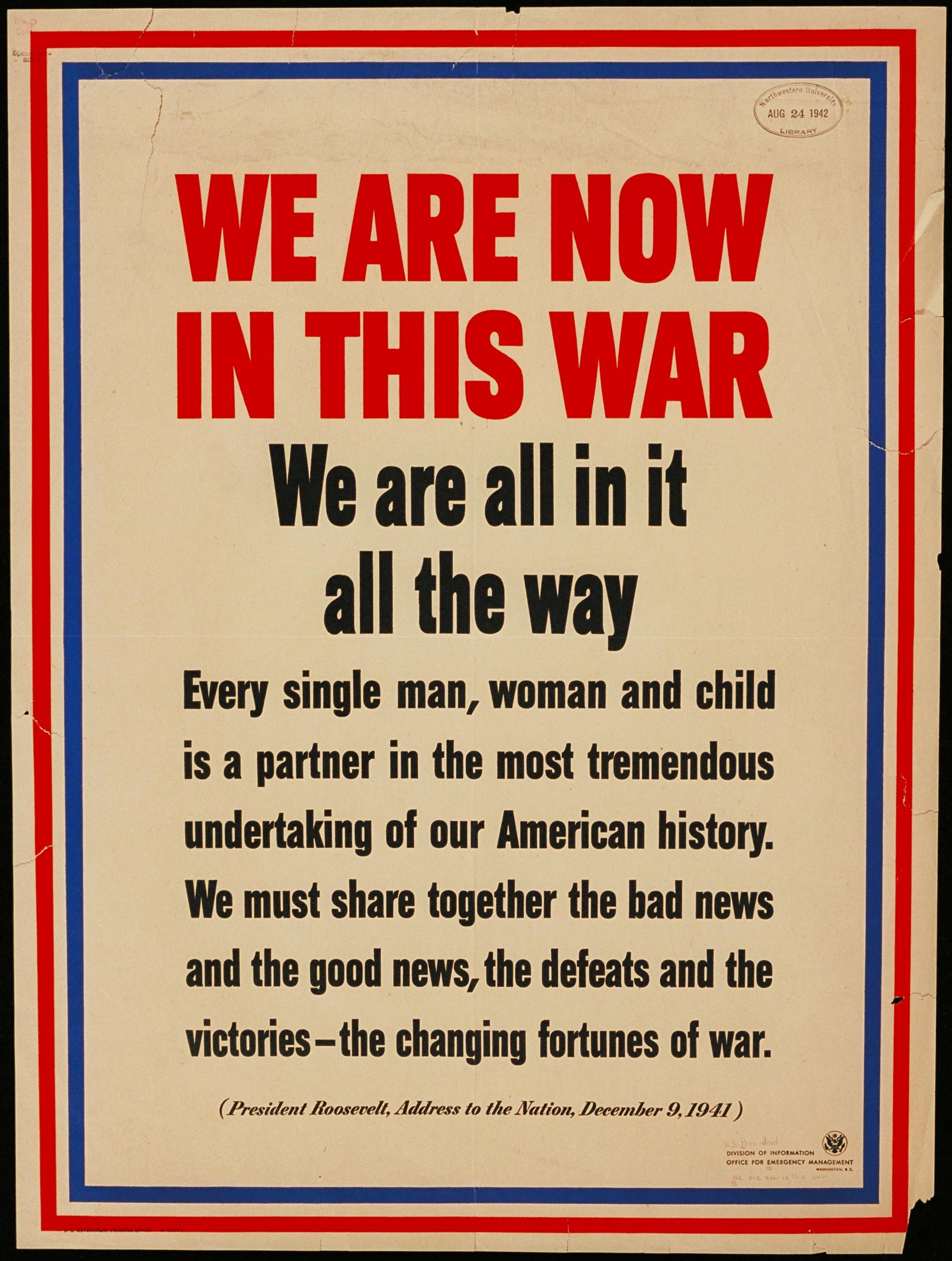
« Nous sommes tous en guerre à présent » extrait d'un discours du président Franklin Delano Roosevelt qui implique femmes et enfants.

Le théoricien prussien Carl von Clausewitz définit ce modèle-type de conflit (« absoluter Krieg », la « guerre absolue ») autour de l'impossibilité conceptuelle de « limiter » la guerre : la logique de radicalisation du duel entre deux forces conduit, en théorie, le politique à mobiliser l'ensemble des forces possibles. Toutefois, ce modèle théorique d'un état de conflit absolu est toujours, en pratique, limité par des facteurs comme l'intervention d'autres États, l'évolution des situations conflictuelles (qui sont des processus et non des modèles) et les calculs du politique (liés par exemple à la paix à venir) : la guerre absolue ne serait donc qu'un modèle limite, auquel aucun cas « normal » observé ne correspondrait.
Le concept a été utilisé pour décrire, voire pour concevoir stratégiquement, des phases de guerre observées aux siècles suivants : certaines situations (conflit mondial ou guerre civile sans tiers, pendant une durée telle que la guerre semblait devenir un état permanent, conduits avec une idéologie et des moyens radicalisant) ont concrètement entraîné des mobilisations totales, parfois revendiquées.
Réduite au seul niveau tactique, cette conception a donné lieu à la recherche de l’anéantissement pur et simple par la bataille décisive, comme celle de Verdun par exemple, mais sans prendre en compte la dimension des autres facteurs et leviers stratégiques disponibles. À l'inverse, Erich Ludendorff a élargi la notion théorique jusqu'à remettre en cause la primauté du politique sur le militaire dans La Guerre totale (1935), s'appuyant sur l’expérience de la Première Guerre mondiale. Il y affirme que l'« esprit du peuple » s'exprime au plus haut point par la guerre, lorsque ses buts lui sont révélés, ce qui doit entraîner la soumission de tous au militaire, et justifie des mesures violentes contre les opposants à la guerre (juifs, catholiques et socialistes). Cette soumission du politique au militaire est complètement opposée à la conception de Clausewitz. Toutefois, en novembre 1918, Ludendorff comme Hindenburg et le reste de l'état-major du Reich refusent d'assumer la défaite et deviennent du jour au lendemain de fervents partisans de la soumission du militaire au politique, déléguant aux civils la signature du traité de Versailles et les laissant endosser les conséquences.
Au-delà de la levée en masse, des réquisitions ou des destructions de masse qui existent dans d'autres situations de conflit, une « stratégie totale » combine l'ensemble des moyens rassemblés, coordonnés et réorientés par le pouvoir politique. Celui-ci conçoit et conduit « la mission et la combinaison des diverses stratégies générales, politiques, économiques, diplomatiques et militaires ». Il est donc impossible de réduire le concept à des aspects strictement militaires.
Économiquement, pendant la guerre totale, c'est l'État qui planifie et réorganise la production en réquisitionnant les ressources et en finançant par un déficit massif. Il organise le remplacement, dans la production, des soldats par des femmes ou des migrants. Cela a pu influencer les politiques d'après-guerre, d'un point de vue théorique comme pratique (Schacht, Keynes comme Jean Monnet ont été des praticiens de l'économie de guerre).
D'un point de vue politique, pour George L. Mosse, à l'issue de la Première Guerre mondiale, guerre totale par excellence, la brutalisation des sociétés a été la matrice des totalitarismes.
D'après une analyse par Tiziano Peccia des travaux de Stig Förster, la guerre totale se caractérise par quatre dimensions :
1) Objectifs totaux (croissance continue du pouvoir des parties prenantes et visions hégémoniques) ;
2) Méthodes totales (méthodologies similaires et communes parmi les pays ayant l'intention d'élever leur sphère d'influence) ;
3) Mobilisation totale (inclusion dans le conflit de parties qui ne sont généralement pas impliquées, telles que des femmes et des enfants ou des individus qui ne font traditionnellement pas partie des forces armées) ;
4) Contrôle total (centralisation multisectorielle des pouvoirs et orchestration des activités des pays dans un petit cercle de dictateurs ou d'oligarques, avec contrôle sur l'éducation et la culture, les médias/propagande, les activités économiques et politiques).
Tiziano Peccia ajoute une cinquième dimension aux catégories de Förster : « le changement total ». Après une guerre totale, l'analyse proposée démontre que les arrangements politiques, culturels, économiques et sociaux persistent au-delà de la fin du conflit (Peccia : "la guerre totale est un tremblement de terre qui a le monde comme épicentre") créant une nouvelle forme de cohésion fractures (internes) ou (externes) des parties impliquées sur la mémoire historique du conflit,.

## Guerre de Sécession et autres guerres avant 1914

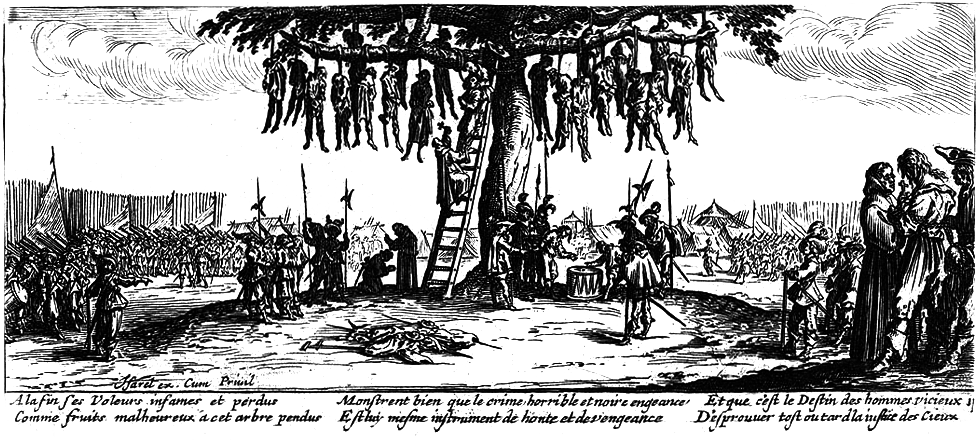
Les misères de la guerre, gravure de Jacques Callot pendant la guerre de Trente Ans.

Rétrospectivement, les guerres du Péloponnèse, les guerres des Mongols du treizième siècle, ou la guerre de Trente Ans sont parfois qualifiées de guerres totales, à cause d'une stratégie délibérée de mobilisation totale des moyens d'un des belligérants impliquant des pertes civiles systématisées de l'autre camp.
Les guerres révolutionnaires et les campagnes napoléoniennes, notamment la guerre de Vendée ou la guérilla espagnole qui touchent les civils, sont marquées par la levée en masse, la mobilisation économique des ressources ou le blocus de l'ennemi, la réorganisation idéologique et politique des vaincus, la mobilisation intérieure de la société (y compris par le moyen de la terreur et de la propagande) et des épisodes de destructions stratégiques (prise de Moscou).
La répression de l’insurrection polonaise de 1830, certaines batailles européennes (bataille de Solférino) ou des situations particulières comme le siège de Sébastopol, ou surtout le siège de Paris en 1870 montrent que la possibilité d'une guerre totale existait au dix-neuvième siècle. Cependant, leur limitation par le politique (conforme à la distinction de Clausewitz entre modèle type et cas concrets) a débouché sur un retour à la diplomatie.

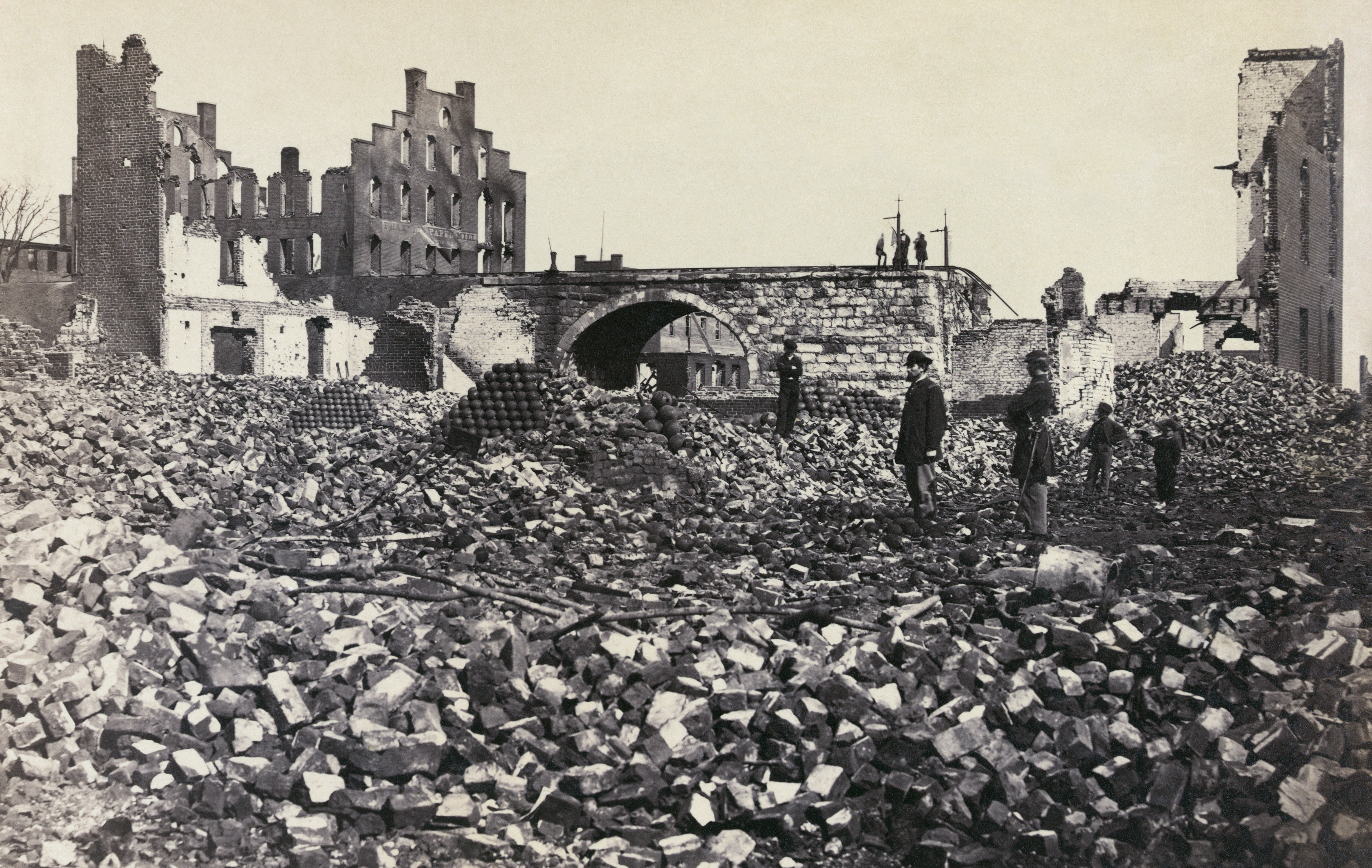
Richmond (Virginie) à la fin de la guerre de Sécession, 1865.

Deux guerres civiles, toutefois, semblent prendre les caractéristiques de la guerre totale : la révolte des Taiping d'une part et, à la même époque, la guerre de Sécession. Après le discours de Gettysburg qui lui fixe un cadre idéologique, l'industrialisation de la production et la systématisation des destructions de biens civils conduisent à des opérations de guerre totale, en particulier lors de la descente de la vallée de Shenandoah par l'armée de Philip Sheridan fin septembre 1864, et de la marche vers la mer, conduite en novembre et décembre 1864 par le général William Tecumseh Sherman. La destruction systématique des ravitaillements et le ravage systématisé à des fins psychologiques avait été planifié par Sherman qui dut d'ailleurs convaincre Abraham Lincoln et Ulysses Grant, ce qui montre la conscience du commandement de l'aspect hors code traditionnel de cette opération.

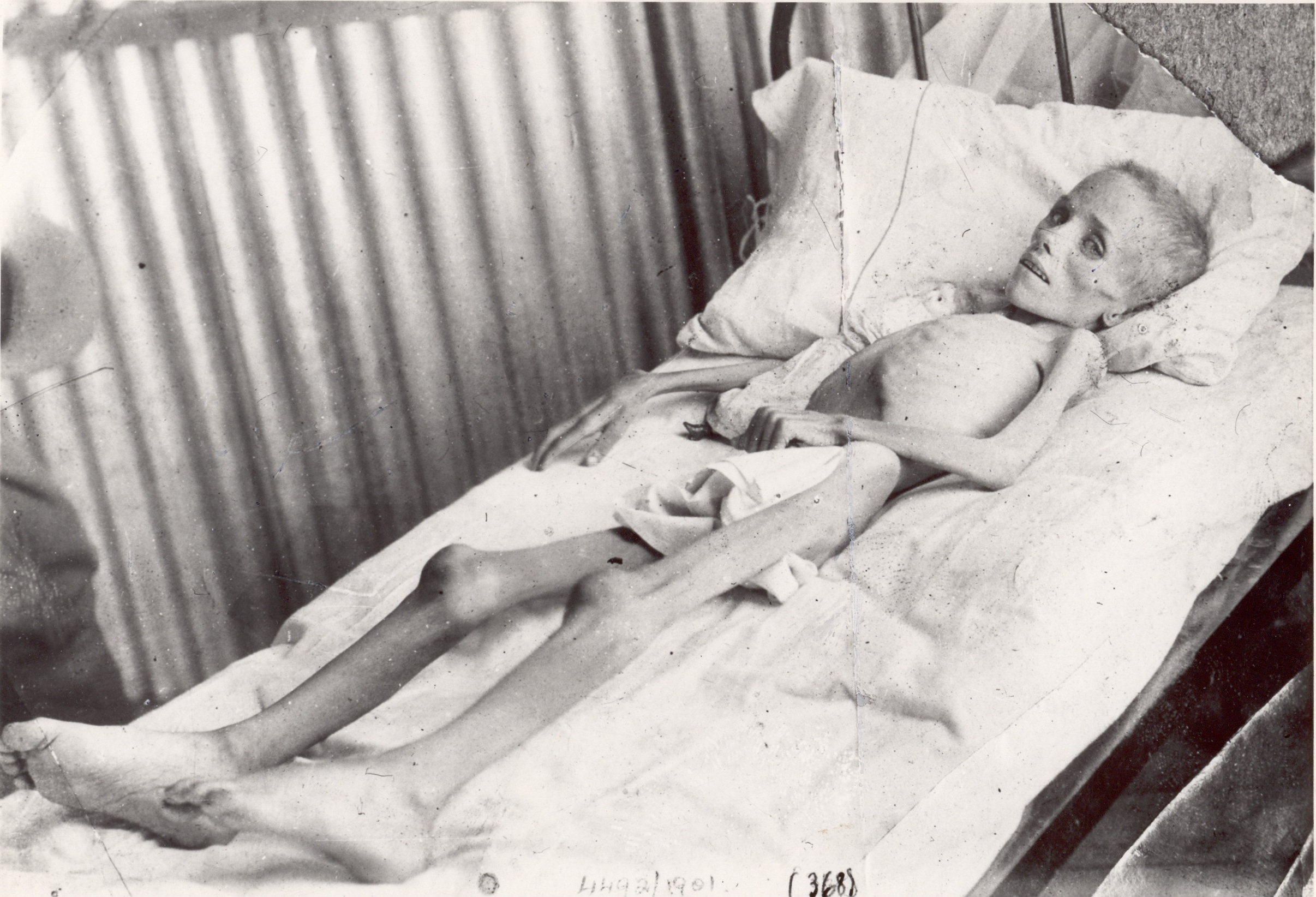
Lizzie van Zyl, dans un camp de concentration britannique pendant la Seconde Guerre des Boers.

La guerre de la Triple-Alliance (1865-1870) est du point de vue du Paraguay une guerre totale (enfants soldats, destruction de la population masculine telle qu'il fallut autoriser la polygamie à la fin de la guerre).
Lors de guerres coloniales, la disproportion des forces a permis dans certains cas (certains épisodes des guerres indiennes, révolte des Hereros), une stratégie combinée visant bien à l'anéantissement de toute résistance de la société colonisée, voire à un début de génocide. Certains épisodes de la guerre de Cuba mobilisent radicalement les sociétés et ciblent la population civile. La Seconde Guerre des Boers débouche même sur un niveau de mobilisation absolu de la société d'un côté comme de l'autre notamment par un effort particulier de propagande. Cela conduit à la création des camps de concentration par les Britanniques. Les guerres balkaniques accompagnent aussi une montée vers la brutalisation radicale des conflits.
Mais le concept s'applique essentiellement aux deux conflits mondiaux.

## Première Guerre mondiale
On peut parler de « guerre totale » pour la Première Guerre mondiale par la mobilisation humaine, regroupant front (militaires) et arrière (civils), l'aspect économique, et la propagande.

### Aspect militaire

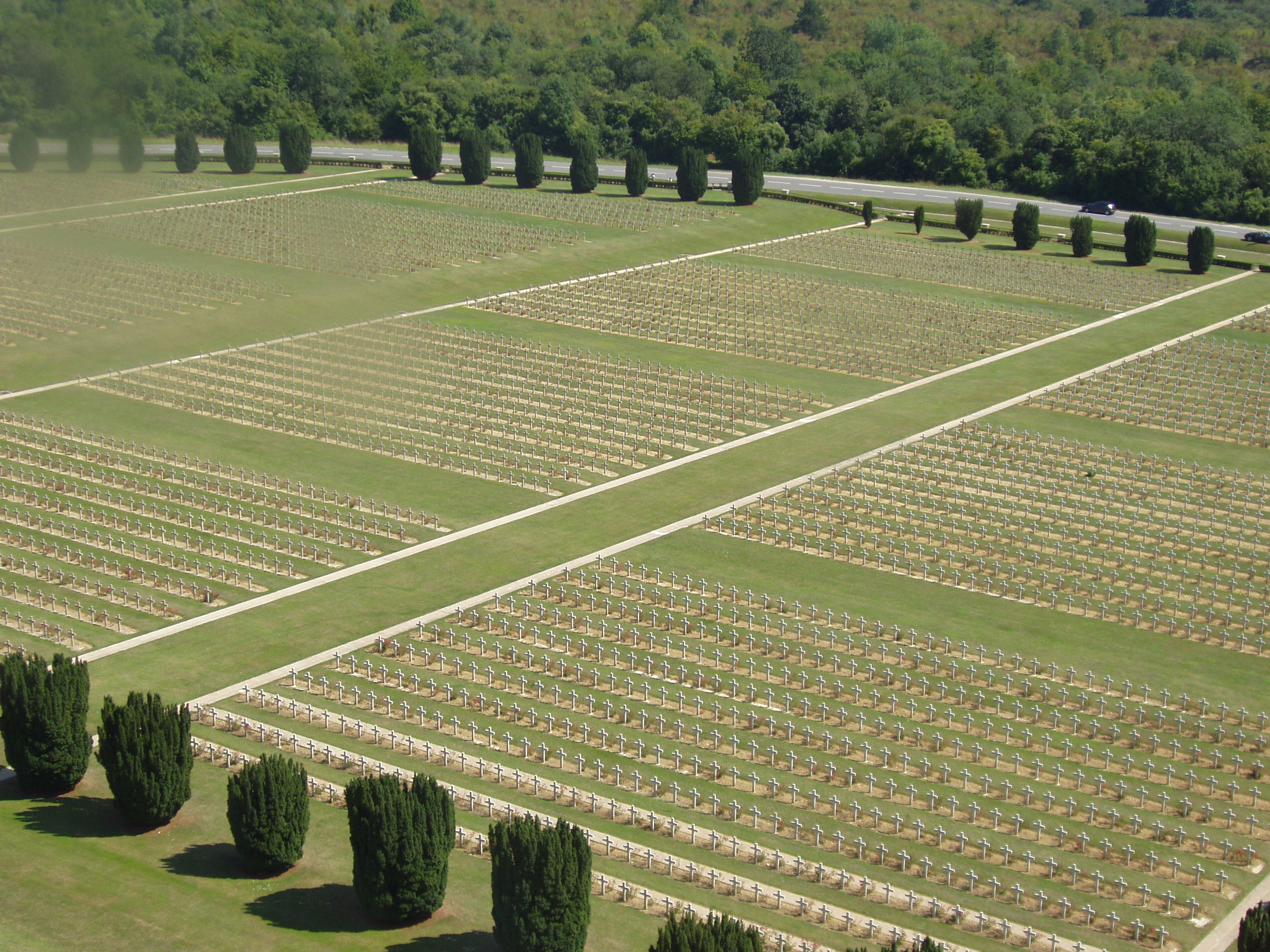
Cimetières militaires à Douaumont.

C'est toute l'Europe qui est mobilisée. Il y a mondialisation du conflit par les biais des colonies et l'entrée en guerre des États-Unis (1917) et du Japon (1914). Au-delà de l'aspect mondial de la mobilisation, on assiste à une levée en masse des hommes (ainsi la Bulgarie leva un quart des hommes soit 600 000 hommes). Le bilan de la guerre est dramatique en Europe. Près de 10 à 11 millions d'hommes sont morts au combat et 6,5 millions reviennent invalides. On peut aussi recenser le nombre énorme de morts a chacune des grandes batailles portées sur le front de l'Ouest :
- Verdun (février-décembre 1916) 306 000 morts (400 000 blessés) ;
- Offensive de la Somme (juillet 1916) 1 000 000 morts ;
- Le Chemin des Dames (avril-mai 1917) 100 000 morts ;
- 2e bataille de la Marne (1918) 280 000 morts.

### Aspect économique

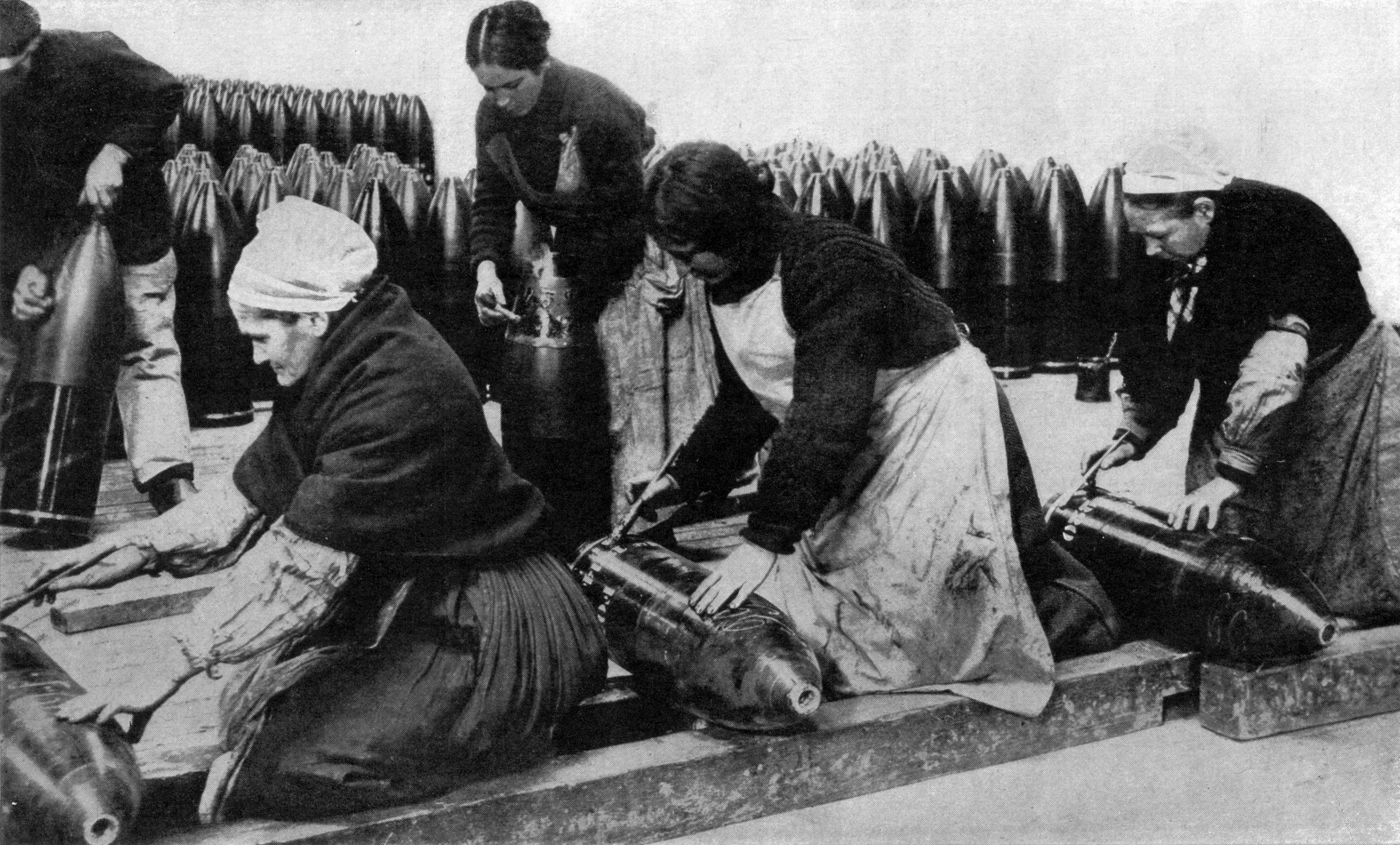
Femmes de tous âges fabriquant des obus, France, 1917 (Munitionnettes).

Le départ des hommes pour le front eut pour corollaire leur remplacement par des femmes dans les usines d'armement. Dès 1915 (en particulier lors de la crise gouvernementale en Grande-Bretagne), il est devenu clair que l'essentiel de la production devait être converti pour soutenir l'effort de guerre. Ainsi, Ludendorff impose au gouvernement Bethmann-Hollweg l'institution d'un service du travail obligatoire pour augmenter les rendements : le Vaterländische Hilfsdienst (5 décembre 1916). Le 13 juillet 1917, les importations massives de nourriture et de matières premières conduisirent à la guerre sous-marine à outrance. Les blocus finirent par faire s'effondrer l'économie allemande après l'effondrement russe.

### Aspect politique

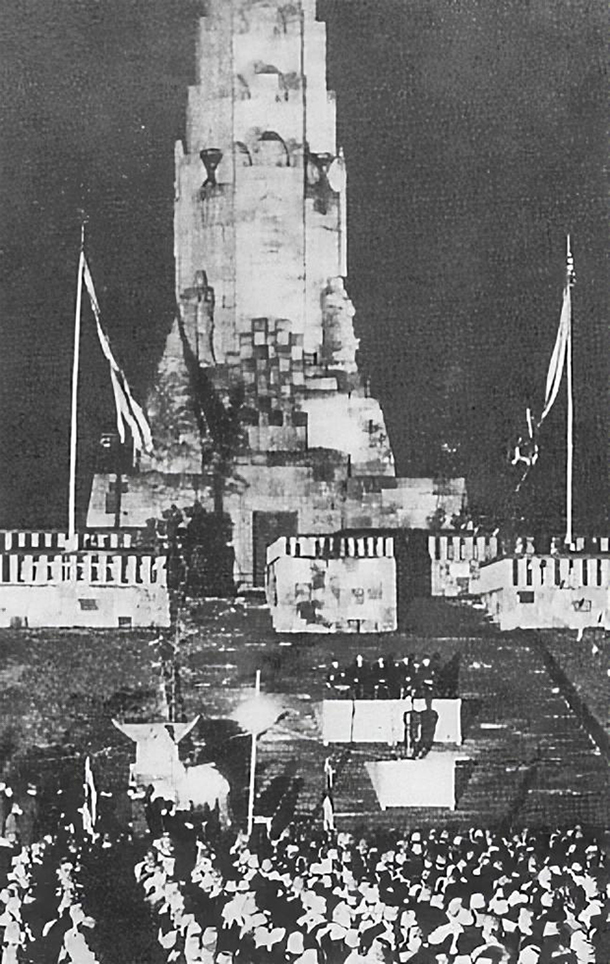
Inauguration le 25 novembre 1940, à Miyazaki, du monument au Hakkō ichi'u, symbole du « droit divin de l’empire du Japon à dominer l’Asie », avec le terme calligraphié par le prince Yasuhito Chichibu gravé sur sa face

L'utilisation systématique de la propagande (affiches, censure…), la réalisation de gouvernements d'union nationale, l'arrestation des défaitistes, l'embrigadement idéologique par le bourrage de crâne de l'arrière sont généraux dans les pays en guerre et, dans une certaine mesure, correspondent d'abord à des situations de guerre ordinaires. Mais la situation des années 1917-1918 montre des répressions de grèves, des mesures d'exceptions de plus en plus sévères, y compris dans les démocraties, qui conduisent d'ailleurs à des révolutions.
Un exemple de la propagande mise en œuvre durant la Première Guerre mondiale est le sermon de l'évêque de Londres, Winnington Ingram, le premier dimanche de l'Avent de l'année 1915 : « tous ceux qui sont attachés à la liberté et à leur honneur […] sont engagés dans une grande croisade - nous ne pouvons le nier - pour tuer les Allemands, les tuer non pour l'amour de tuer, mais pour sauver le monde ; pour tuer les bons comme les mauvais, pour tuer les enfants comme les vieillards […] ».

### Pertes civiles

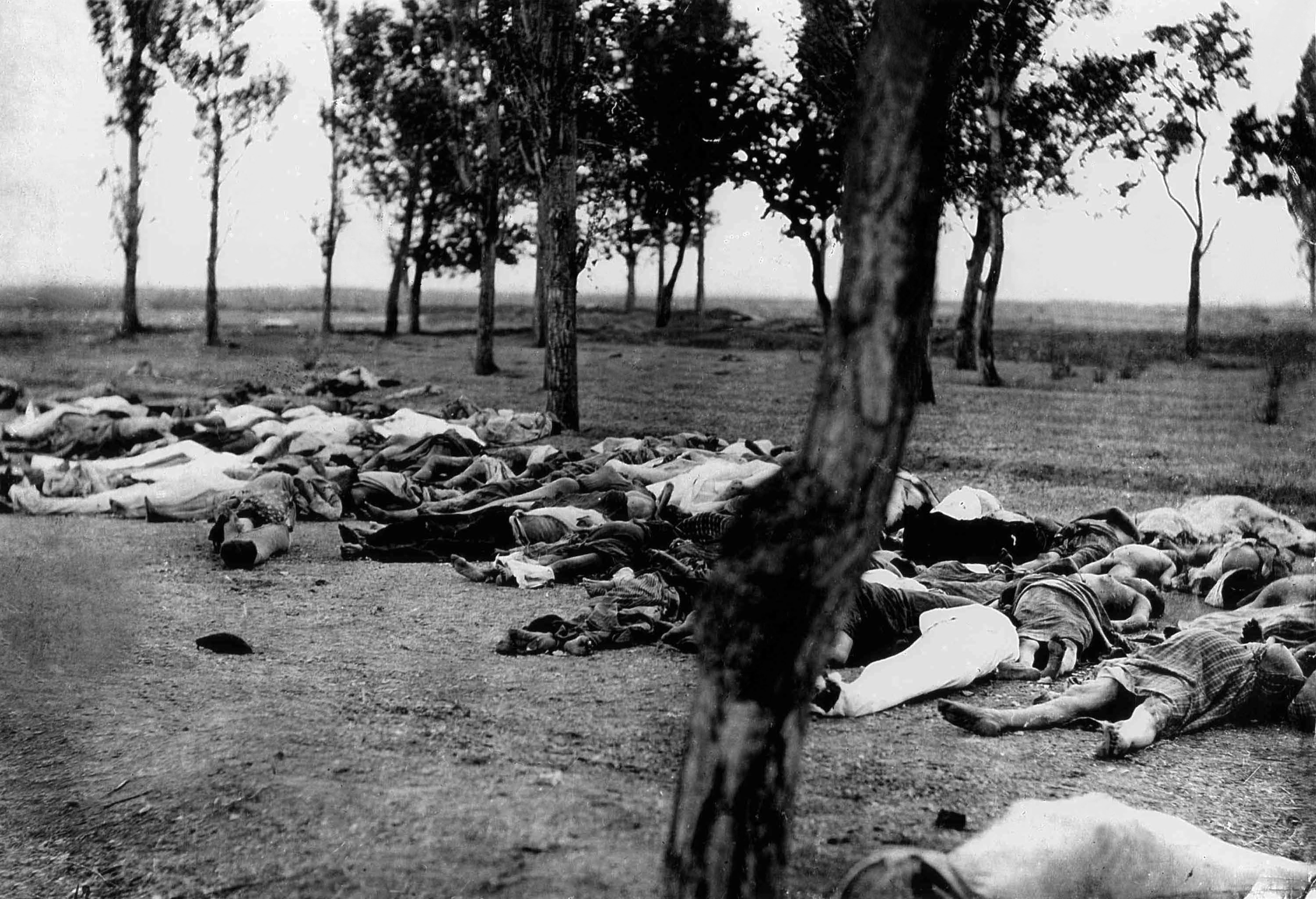
Arméniens abattus vers 1918 pendant le génocide arménien qui a fait plus d'un million de victimes.

Outre les pertes ordinaires liées aux combats, aux bombardements de villes (Paris avec Long Max) ou aux diverses exactions commises par les troupes, fortement amplifiées par la propagande adverse (cas de la Belgique), la Première Guerre mondiale fut marquée par de nombreuses pertes civiles liées principalement aux torpillages des navires lors de la guerre sous-marine, au génocide arménien, à la famine et aux épidémies (la grippe espagnole).

## Seconde Guerre mondiale

### Aspect militaire

#### États-Unis

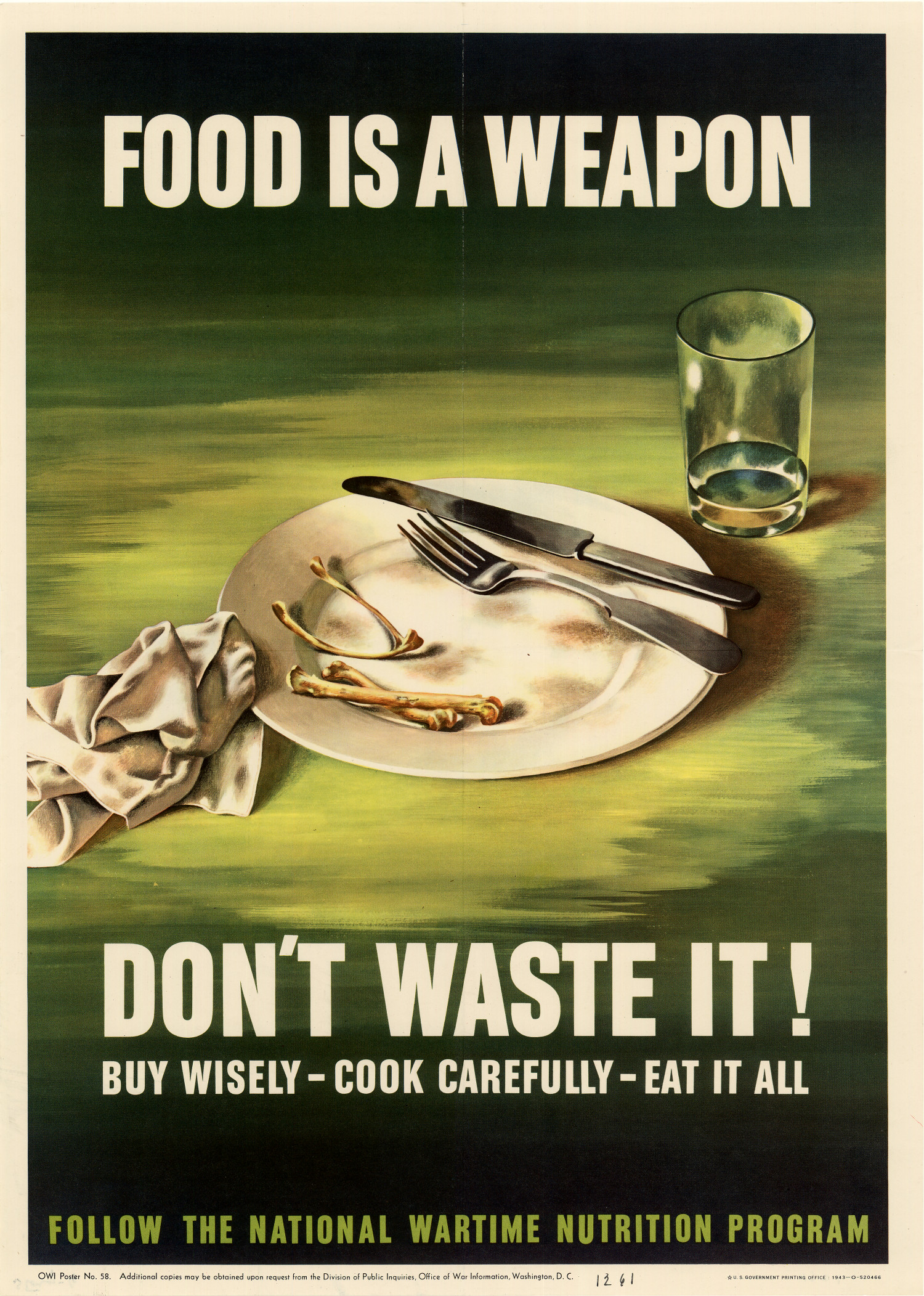
Affiche américaine de la Seconde Guerre mondiale. Traduction : « La nourriture est une arme. Ne la gaspillez pas ! Achetez de façon avisée. Cuisinez avec soin. Mangez tout. Suivez le programme national de nutrition en temps de guerre ».

Les États-Unis entrent en guerre totale.

#### Troisième Reich et Union soviétique

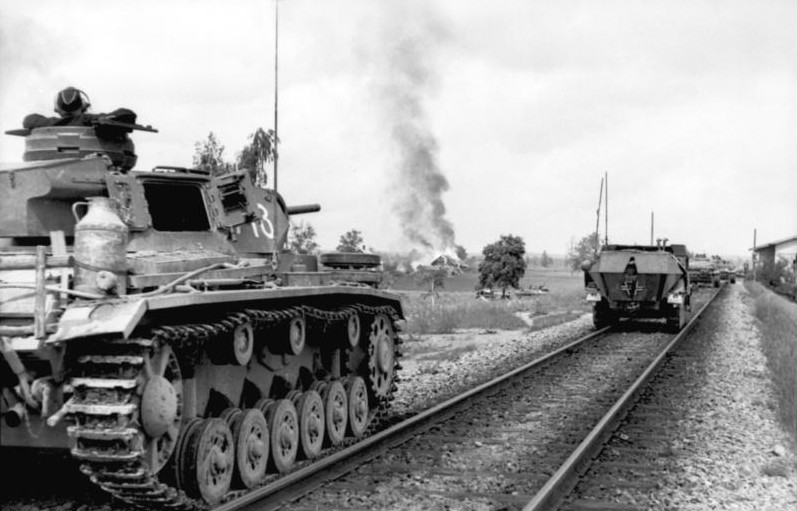
Une colonne de blindés de l’Ostheer remonte une voie ferrée en Lettonie en juin 1941.

Après juin 1941, pendant la Grande Guerre patriotique de l’URSS attaquée par l’Allemagne nazie (1941-1945) comme sur les fronts ouverts en Asie par l’expansionnisme du Japon Shōwa, les conventions de Genève ne furent pas appliquées et la reddition à l’ennemi, quelle qu’en soit la cause, fut considérée comme une haute trahison et punie comme telle des deux côtés. Les combats furent donc particulièrement acharnés, la mortalité très élevée et les prisonniers de guerre ont été déportés dans des camps de travail forcé où ils furent soumis à la malnutrition ; de nombreux crimes de guerre y furent commis sans restriction tant par la Wehrmacht que par l’Armée rouge et des populations entières furent exterminées ou déportées,.

#### Japon Shōwa
Dès l'invasion à grande échelle de la Chine en 1937, la nation entière fut appelée à se mobiliser pour aider l'empereur Shōwa à accomplir la « guerre sainte » (seisen). Afin de faciliter l'invasion et assurer plus efficacement une occupation du territoire chinois sans avoir à se soucier des prisonniers, l’empereur Shōwa ratifia personnellement une directive du 5 août 1937 de l'état-major de l'armée de ne plus tenir compte des contraintes du droit international (dont les conventions de La Haye) relativement à leur traitement. Ce document précisait aux officiers d’état-major qu’il n’y avait plus lieu d’utiliser le terme « prisonnier de guerre » à l'égard des Chinois capturés.
La propagande et les directives militaires, comme le Senjinkun, glorifiait le sacrifice à l'empereur et à la nation par l'interdiction de se rendre à l'ennemi et la promotion du suicide collectif (gyokusai), avec comme exemple le plus frappant les kamikazes. C'est donc à la militarisation complète de la société qu'on assiste.
L'occupation japonaise s'étendit à compter de 1941 à l'Indochine française, puis aux autres colonies occidentales en Extrême-Orient.

### Aspect économique

#### Les trois puissances totalitaires
L’Allemagne nazie, l’URSS stalinienne et le Japon Shōwa font massivement appel au travail forcé pendant le conflit, notamment dans « espace vital » du Reich, dans l’Oural soviétique et dans la sphère d’influence japonaise. Ces trois puissances totalitaires pratiquèrent le pillage organisé systématique des territoires occupés et la politique de la terre brûlée lorsqu’ils durent faire retraite, quitte à affamer les populations civiles y compris leurs propres ressortissants.

#### États-Unis, Europe et Union soviétique
Les États-Unis et l’URSS sont les deux grands vainqueurs de la Seconde Guerre mondiale mais sur le plan économique, la victoire est nettement américaine : la plupart des belligérants, URSS incluse, en sortent dépendants des États-Unis et l’anglais remplace le français dans le rôle de langue diplomatique internationale. Avec le plan Marshall, les États-Unis dominent économiquement l’Europe occidentale, dont l’alimentation et la reconstruction dépendent de leurs exportations. Un baby-boom s’ensuit, qui ne se produit pas à l’est du rideau de fer, où l’économie encore peu industrialisée ne parvient pas à assurer la subsistance des survivants, comme en témoigne la famine soviétique de 1946-1947.

#### Japon Shōwa
Au cours de la première partie de l’ère Shōwa, les gouvernements de l’empire du Japon instaurèrent une série d’initiatives pour promouvoir la guerre totale contre la Chine ou les puissances occidentales et augmenter leur production industrielle. On trouve parmi celles-ci le Mouvement national de mobilisation spirituelle, la Ligue des parlementaires adhérant aux objectifs de la guerre sainte et l’Association de soutien à l'Autorité impériale. Le Japon Shōwa pratiqua aussi le pillage et le travail forcé à grande échelle : plus de 18 millions de personnes y furent soumises en Extrême-Orient sur le territoire de la Sphère de coprospérité de la grande Asie orientale.

### Aspect politique

#### Europe
Dans la première phase de la Seconde Guerre mondiale (1939-1941), les deux puissances totalitaires liées par le Pacte germano-soviétique agressent et envahissent leurs différents voisins, se partageant les pays de l’Europe centrale et orientale, dont la Pologne : les habitants de ce pays, tant catholiques que juifs ou tziganes, sont considérés comme des sous-hommes (Untermenschen), les premiers destinés à être asservis, les autres à être exterminés (Shoah et Porrajmos).
L’URSS de Staline et les États-Unis sont les deux grands vainqueurs de la Seconde Guerre mondiale, mais sur le plan politique, la victoire est nettement soviétique, l’URSS pouvant imposer son système politique dans la moitié est du continent européen et en Asie orientale.

#### Japon Shōwa
Pendant l’ère Shōwa, la Loi sur la mobilisation nationale comportait cinquante articles, qui garantissait au gouvernement le contrôle sur les organisations civiles (dont les syndicats), assurait la nationalisation des industries stratégiques et des médias, le contrôle des prix et le rationnement.
À compter du mois d'août 1940, coïncidant avec le 2 600e anniversaire de la fondation mythique de la nation, le concept du hakko ichi’u (les 8 coins du monde sous un seul toit) fut officiellement adopté par le gouvernement de Fumimaro Konoe comme devant conduire à l'établissement d'un « nouvel ordre en Asie orientale ». Des pamphlets reprenant ces principes, comme le Kokutai (« Les Fondements de la politique nationale »), furent distribués gratuitement dans la population et les écoles.

### Pertes civiles
Dans tous les pays touchés par la guerre, sauf les États-Unis, il y a eu plus de 50 millions de morts soit un effectif beaucoup plus important que les pertes militaires.

#### Les trois puissances totalitaires
Dans l’Allemagne nazie, l’URSS stalinienne et le Japon Shōwa, toute critique, toute évocation des difficultés du régime, toute aide à une personne en difficulté, toute hésitation est considérée, jusque dans les tout derniers jours de la guerre, comme du « défaitisme » et punie de mort : les agents des polices politiques (Gestapo, NKVD, Kenpeitai), les commissaires politiques soviétiques et, en Allemagne, les SS et les jeunesses hitlériennes, sont habilités à exécuter les « défaitistes » sans jugement.
Le contrôle absolu des gouvernements sur les sociétés civiles de ces puissances, l'extrême mobilisation des citoyens par leurs dirigeants et le fanatisme inculqué à la jeunesse détermina leurs adversaires à pratiquer à leur tour la guerre totale pour décourager les populations, en procédant à des bombardements stratégiques à bombes incendiaires, comme ce fut le cas à Dresde, à Berlin, au Havre, sur la Ruhr et bien sûr, sur Tokyo, Hiroshima et Nagasaki.

#### Japon Shōwa
Le système totalitaire de l'empire du Japon n'appliqua pas non plus les Conventions de Genève et perpétra lui aussi des massacres de masse (massacre de Nankin, de Singapour et de Manille), des bombardements stratégiques sur des cibles civiles (Chongqing, Nankin, Guangzhou, Darwin) entraînant une résolution de blâme de la Société des Nations, et débouchant sur la mortalité directe ou indirecte de plus de 580 000 personnes causée par l'utilisation d’armes chimiques ou bactériologiques en Chine par l'unité 731. De ce fait, les Alliés livrèrent eux aussi une guerre totale au Japon, qui fut confronté à son tour à d'importantes pertes civiles dues aux bombardements stratégiques et à des situations de famine comme celle de l'année 1945, évoquée notamment dans Le Tombeau des lucioles.

#### Un génocide minutieusement planifié
Parmi les victimes civiles de la guerre totale, les Juifs, les Roms, les handicapés et les homosexuels ont été l'objet d'un quadruple génocide mis en place par l'Allemagne nazie : celui de la Shoah-Porrajmos-Aktion T4-Homovernichtung, qui prend un aspect singulier pour trois raisons :
1. il touche des populations civiles désarmées, désignées préalablement comme « nuisibles » sur des critères subjectifs issus d'idéologies racistes non-scientifiques et basés sur les mythes (par exemple le fameux faux « protocole des Sages de Sion ») ;
2. planifié, il mène les personnes ainsi classées à la mort quelle que soit leur nationalité, y compris si elles sont citoyennes des États où elles résident : Allemagne nazie, Hongrie, Roumanie, France vichyste (après avoir commencé par les Juifs étrangers), Bulgarie (après avoir commencé par les Juifs grecs) et quels que soient leurs mérites, y compris les anciens combattants de la Première Guerre mondiale ;
3. il est industrialisé, mettant en place un système policier et technologique entier (comprenant un réseau de délateurs, des critères d'identification, l'inscription de la « différence » par l'État-Civil, des plans d'arrestations, la logistique des transports routiers et ferroviaires, le réseau des camps d'extermination, l'utilisation de pesticides pour donner la mort), système obsessionnel dont les actions priment même sur la nécessité militaire (les trains de déportés étant prioritaires sur ceux de blessés de guerre ou de munitions).